# Strawberry Hill

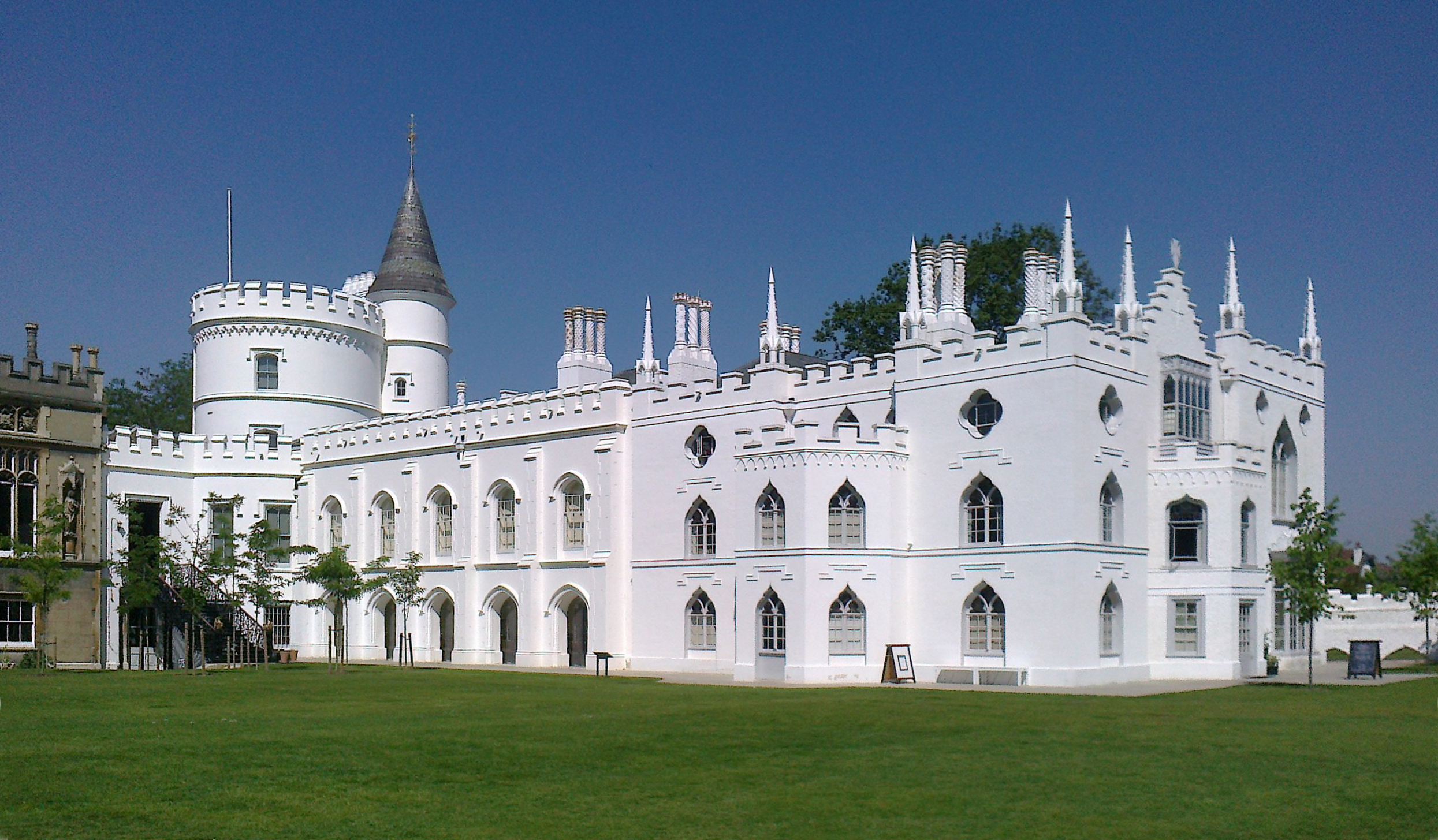
A mansão em 2012 após uma restauração

Strawberry Hill é uma mansão em estilo neogótico localizada em Twickenham, um distrito do bairro de Richmond upon Thames localizado na zona oeste de Londres. Foi construída em 1749 por Horace Walpole e chama a atenção por sua decoração no interior.

## História

### Horace Walpole

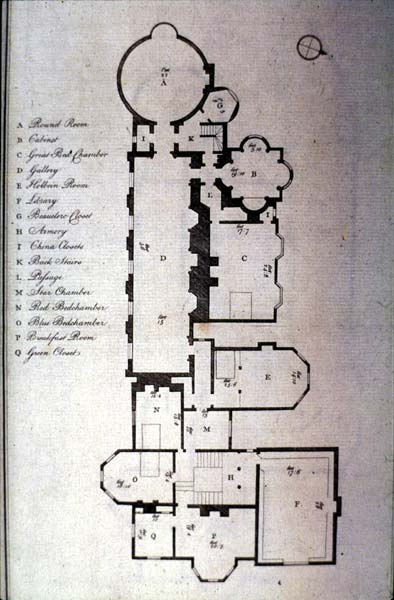
Planta baixa da residência.

Walpole nasceu em 1717, sendo uma figura importante na sociedade do século XVIII, principalmente nas áreas da literatura, arte e arquitetura. Seu pai, Sir Robert Walpole, o primeiro primeiro-ministro da Grã-Bretanha, fez com que a família tivesse muita grandeza, construíram um castelo em Norfolk, onde estavam estabelecidos, e mas em 1747 seu irmão mais velho tomou posse da residência e Horace decidiu que teria sua própria residência, já que estava sob pressão para que tivesse um local próprio.
O estilo gótico estava intrinsicamente a ele, já que é o autor de "O Castelo de Otranto", o primeiro romance do gênero do mundo, tendo inspirado autores como Ann Radcliffe e Stephen King.
A fundação da Strawberry Hill, juntamente com sua obra literária e sua vasta coleção de tesouros, aumentou a relevância de Walpole para o contexto da época.

### Planejamento e Construção
Em 1747, Horace Walpole comprou um dos últimos locais ainda disponíveis próximo ao Rio Tâmisa - Chopp'd Straw Hall, com 5 acres (20.000 m²) na região de Twickenham, distrito da região de Londres, na Inglaterra. De início, haviam apenas algumas cabanas as quais ele conceberia em um casa do estilo gótico. A construção foi por etapas de acordo com suas especificações e foi a primeira casa totalmente feita no estilo neogótico, sem que houvesse traços remanescentes do período medieval. Além dele, as modificações no edifício foram através de dois amigos: o arquiteto John Chute (1701-1776) e o desenhista Richard Bentley (1708-1782).

## Estilo Gótico

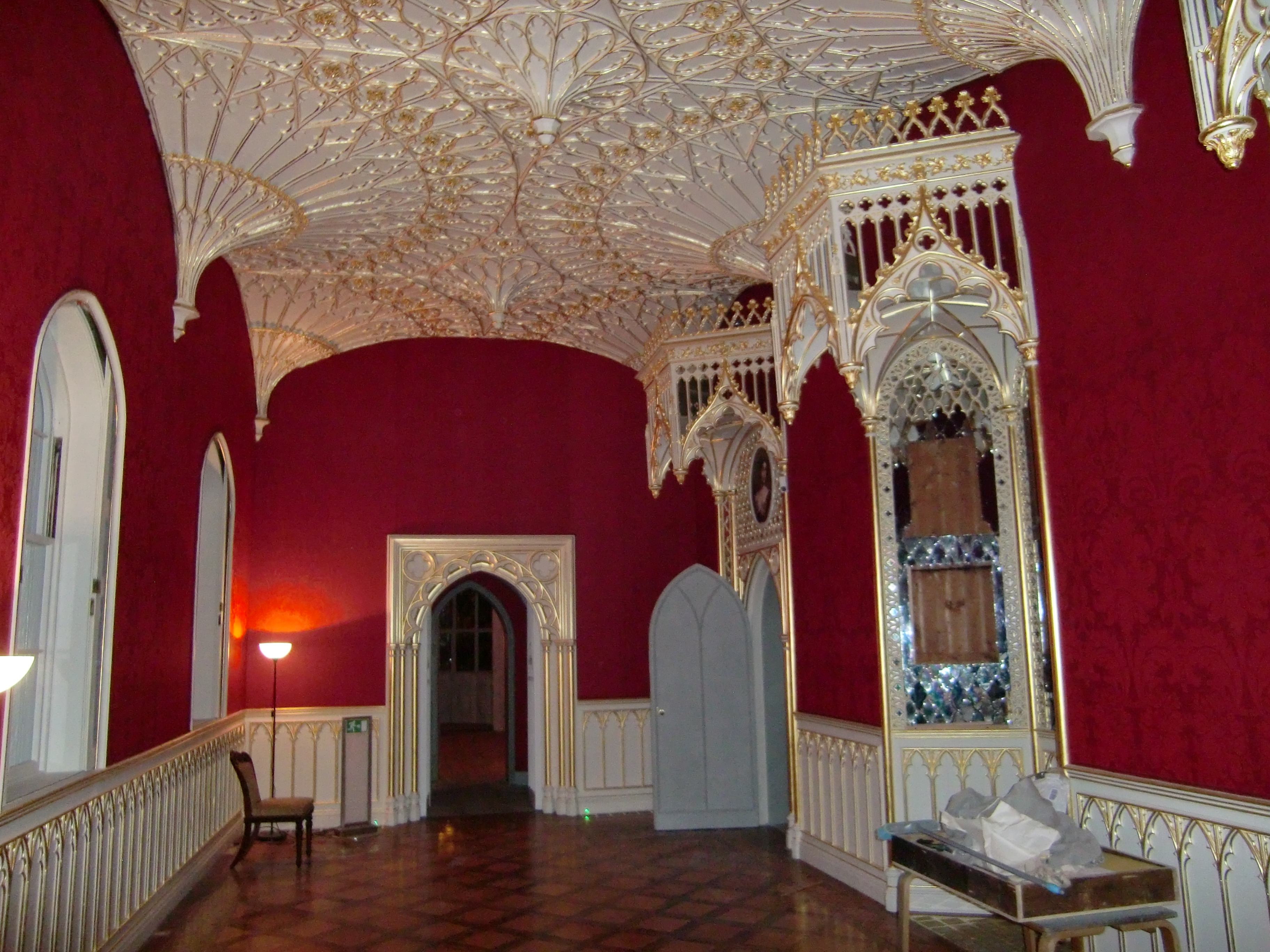
Interior da construção em 2011.

A mansão ofereceu uma nova visão sobre o gótico como um estilo arquitetônico e idioma histórico, sendo um contraste em relação as moradias mais antigas existentes no local, seguindo o modelo herdado do país, Inglaterra, com influências da arquitetura gótica presente nas igrejas. Além de gesso, madeira e papel-machê, contém espolia medieval em vitral e no interior há formas e materiais transpostos, servindo, segundo o próprio Walpole, como alo próximo a um "observatório dos costumes medievais".
O interior contava com uma coleção de arte e objetos guardados ao longo da vida do proprietário, muitas peças pertencentes ao período em questão, sendo transformada em rota turística dentre as residências de Londres. Esses objetos não eram apenas unidades que o dono acumulava, mas sim representações de sua personalidade, já que a residência estava intimamente ligada ao mesmo como sendo uma forma de demonstrar seu ego e imortalizar após sua morte.
Passado alguns séculos, muitos eventos ocorrem no local e entre os anos de 2009 e 2010 aconteceu uma restauração, ajudando a manter viva as memórias do antigo proprietário que foram expostas também em algumas exibições relacionadas até mesmo com a Universidade de Yale, em seu Centro de Arte Britânico.
Apesar dos aspectos acima relatados, O pesquisador Peter Lindfield argumenta que utilizar o termo "gótico para caracterizar a construção não é satisfatório para qualquer produção gótica georgiana", considerando que as casas que seguiram seus conceitos variavam em estilo, tendo poucoas características em comum. Algumas dessas casas são: Braziers Park, Donnington Park, Houghton Lodge, Lee Priory e Priory Hospital.

## Proprietários Posteriores
- Com a morte de Walpole, sua prima Anne Seymour Damer .
- Em 1797, para John Waldegrave, neto da filha de seu irmão mais velho.
- Os irmãos John e George Waldegrave, proprietários consecutivamente do lugar, venderam grande parte do que havia na casa por problemas financeiros na família.
- O Barão Hermann de Stern teve posse entre os anos de 1883 e 1887.
- No século XX, o local tornou-se  aposento dos padres vicentinos em 1925, já que dois anos antes fora comprado pela St Mary's Catholic College, sendo rebatizada como universidade no ano de 2014.

## Visitação

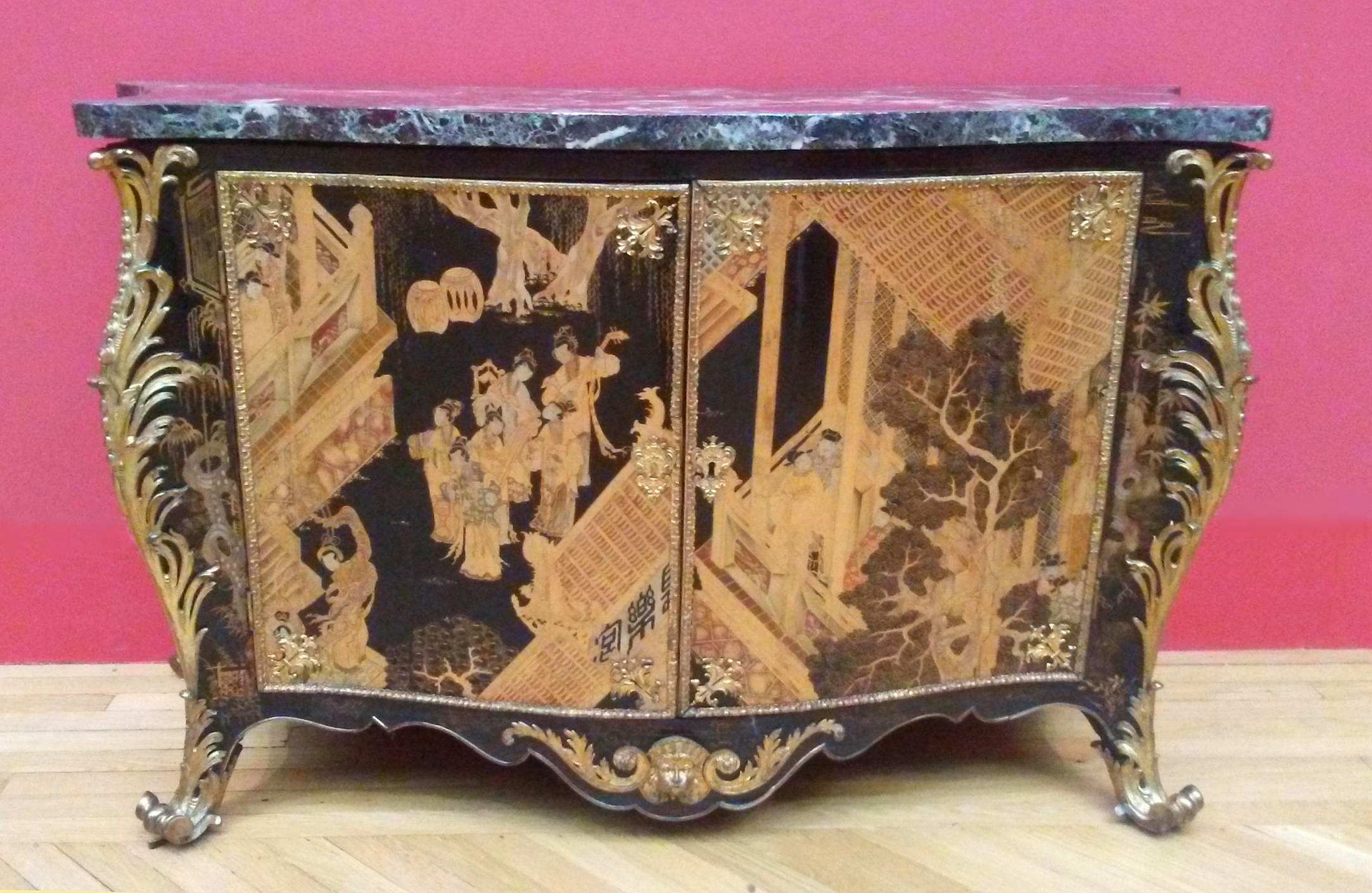
Cômoda de Walpole em exposição.

Para chegar à casa, deve-se adquirir um ticket na bilheteria, em que um mini-mapa é entregue servindo como guia. Além da bilheteria no piso térreo, há uma loja, um café e a sala de restauração, que mantém o aspecto original, além de pequeno museu próximo aos sanitários. A visita também compreende alguns cômodos interiores e o jardim, que possui acesso livre, apresentando um paisagismo desenhados por Walpole.